# Jerzy Boski
Jerzy Boski (ur. 4 października 1896 w Drążnie) – podpułkownik piechoty Wojska Polskiego, działacz niepodległościowy, kawaler Orderu Virtuti Militari.

## Życiorys
Urodził się 4 października 1896 we wsi Drążno, w ówczesnym powiecie opatowskim guberni radomskiej, w rodzinie Stefana i Marii z Wąsowskich. Ukończył Prywatną Szkołę Filologiczną im. Staszica w Lublinie. W latach 1912–1913 był członkiem Organizacji Młodzieży Niepodległościowej „Zarzewie”.
Do Wojska Polskiego został przyjęty z byłych Korpusów Wschodnich i byłej armii rosyjskiej. Służył w 28 Pułku Strzelców Kaniowskich. 3 maja 1922 został zweryfikowany w stopniu kapitana ze starszeństwem z 1 czerwca 1919 i 435. lokatą w korpusie oficerów piechoty. W lipcu tego roku został zatwierdzony na stanowisku pełniącego obowiązki dowódcy I batalionu. 1 grudnia 1924 został mianowany majorem ze starszeństwem z 15 sierpnia 1924 i 128. lokatą w korpusie oficerów piechoty. W tym samym roku został przesunięty na stanowisko dowódcy II batalionu. W 1925 został przydzielony do Dowództwa Okręgu Korpusu Nr IV w Łodzi na stanowisko kierownika Samodzielnego Referatu Personalnego. 23 grudnia 1927 został przeniesiony do kadry oficerów piechoty z pozostawieniem na dotychczas zajmowanym stanowisku w DOK IV. W listopadzie 1928 został przeniesiony do 9 Pułku Piechoty Legionów w Zamościu na stanowisko dowódcy batalionu. 4 kwietnia 1929 został przydzielony na XIII dwumiesięczny kurs w Centralnej Szkole Strzelniczej w Toruniu. W styczniu 1931 został przeniesiony z 9 pp Leg. do Korpusu Ochrony Pogranicza na stanowisko dowódcy Batalionu KOP „Rokitno”. W kwietniu 1934 został przeniesiony z KOP do 58 Pułku Piechoty w Poznaniu na stanowisko kwatermistrza. Na stopień podpułkownika został mianowany ze starszeństwem z 19 marca 1939 i 1. lokatą w korpusie oficerów piechoty. Pełnił wówczas służbę na stanowisku komendanta Kadry Zapasowej Piechoty Szczakowa. W czasie kampanii wrześniowej dostał się do niemieckiej niewoli. Przebywał w Oflagu VI E Dorsten.

## Ordery i odznaczenia
- Krzyż Srebrny Orderu Wojskowego Virtuti Militari nr 666 – 28 lutego 1921[21][22]
- Krzyż Walecznych trzykrotnie[3][23]
- Złoty Krzyż Zasługi – 10 listopada 1928[24][23]
- Medal Niepodległości – 9 listopada 1932 „za pracę w dziele odzyskania niepodległości”[25]
- Medal Pamiątkowy za Wojnę 1918–1921[26]
- Medal Dziesięciolecia Odzyskanej Niepodległości[3]
- Odznaka za Rany i Kontuzje z jedną gwiazdką[26]
- Medal Zwycięstwa[3]